# 加里波第广场 (墨西哥城)

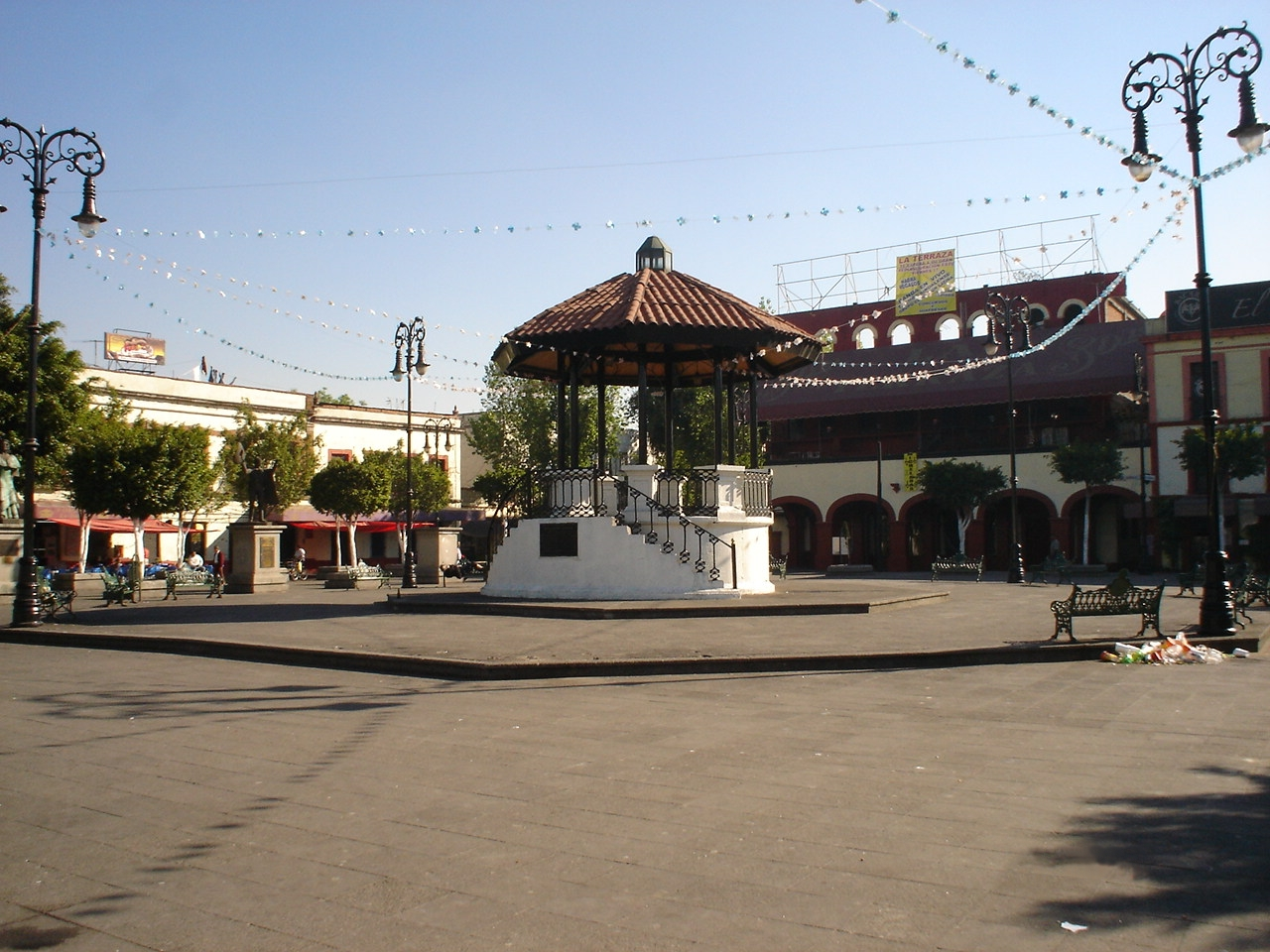
加里波第广场

加里波第广场（Plaza Garibaldi）位于墨西哥城历史中心的中轴大街（Eje Central），介于洪都拉斯共和国街（Calle República de Honduras）和秘鲁共和国街（Calle República de Peru）之间，艺术宫以北几个街区。 这座广场的原名是圣塞西利亚广场（Plaza Santa Cecilia） 1920年墨西哥革命结束时，为了纪念佩皮诺·加里波第中校（Peppino Garibaldi），更名为加里波第广场, 佩皮诺·加里波第中校在墨西哥革命期间与弗朗西斯科·马德罗一道袭击了奇瓦瓦州的卡萨斯格兰德斯。加里波第地铁站就是以这个广场命名的。
加里波第广场以“墨西哥街头乐队（Mariachi）的麦加”著称。在白天和晚上的任何时候，都可以看到墨西哥街头乐队在广场上演奏。 特南帕沙龙（Salón Tenampa）于20世纪20年代成为墨西哥街头乐队的发源地，现在仍在广场北侧营业。 广场及其周围社区正在进行大规模的翻新，以阻止该地区长达数十年的退化。该计划包括大规模改造广场、周围的建筑、街道以及人行道，旨在使该地区对游客全天候安全。 然而，截至2013年5月，广场附近和邻近街区仍然存在严重风险。
2011年，墨西哥城将该地区公布为“神奇街区”（"Barrio Mágico"）。

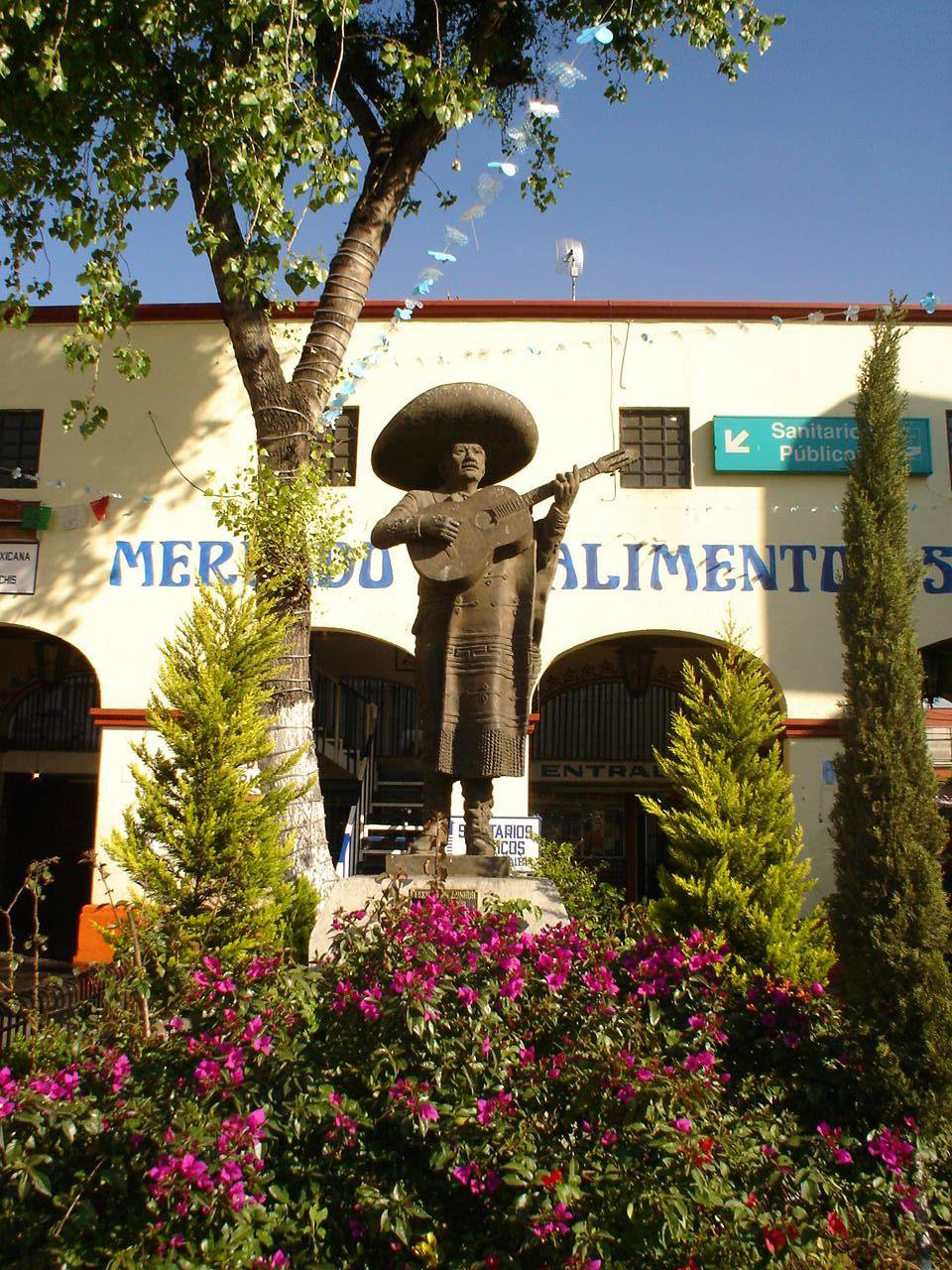
街头乐队雕塑